# La Mission
La Mission – amerykański film dramatyczny z 2009 roku oparty na sceniariuszu i reżyserii Petera Bratta.
Film miał premierę 19 stycznia 2009 roku podczas Festiwalu Filmowego w Sundance. Premiera filmu w USA odbyła się 9 kwietnia 2010 roku.

## Fabuła
Che Rivera (Benjamin Bratt) całe życie musiał walczyć o przetrwanie. Nauczył się być twardzielem i używać pięści, bo dorastał w latynoskiej dzielnicy San Francisco - La Mission District. Jest tam ogólnie szanowany, i to nie tylko za to, że potrafi się bić. Zajmuje się bowiem tuningowaniem samochodów i potrafi stworzyć ze starych gruchotów prawdziwe cacka. Kiedyś siedział w więzieniu, był alkoholikiem. Teraz zerwał z nałogiem i zarabia na życie jako kierowca autobusu. Jego największą dumą jest jedyny syn Jes, którego samotnie wychowuje po śmierci żony. Kiedy pewnego dnia odkrywa, że chłopak jest gejem, wpada we wściekłość, bije go i wyrzuca z domu.

## Obsada
- Benjamin Bratt jako Che Rivera
- Jeremy Ray Valdez jako Jes Rivera
- Erika Alexander jako Lena
- Jesse Borrego jako Rene Rivera
- Talisa Soto jako Ana Rivera
- Alex Hernandez jako Smoke
- Max Rosenak jako Jordan
- Cesar Gomez jako Gummy Bear
- Chris Borgzinner jako Nacho
- Neo Veavea jako Kenny
- Cathleen Riddley jako Shell
- Marcus Serralta jako Chuy